# K. Albin Johansson

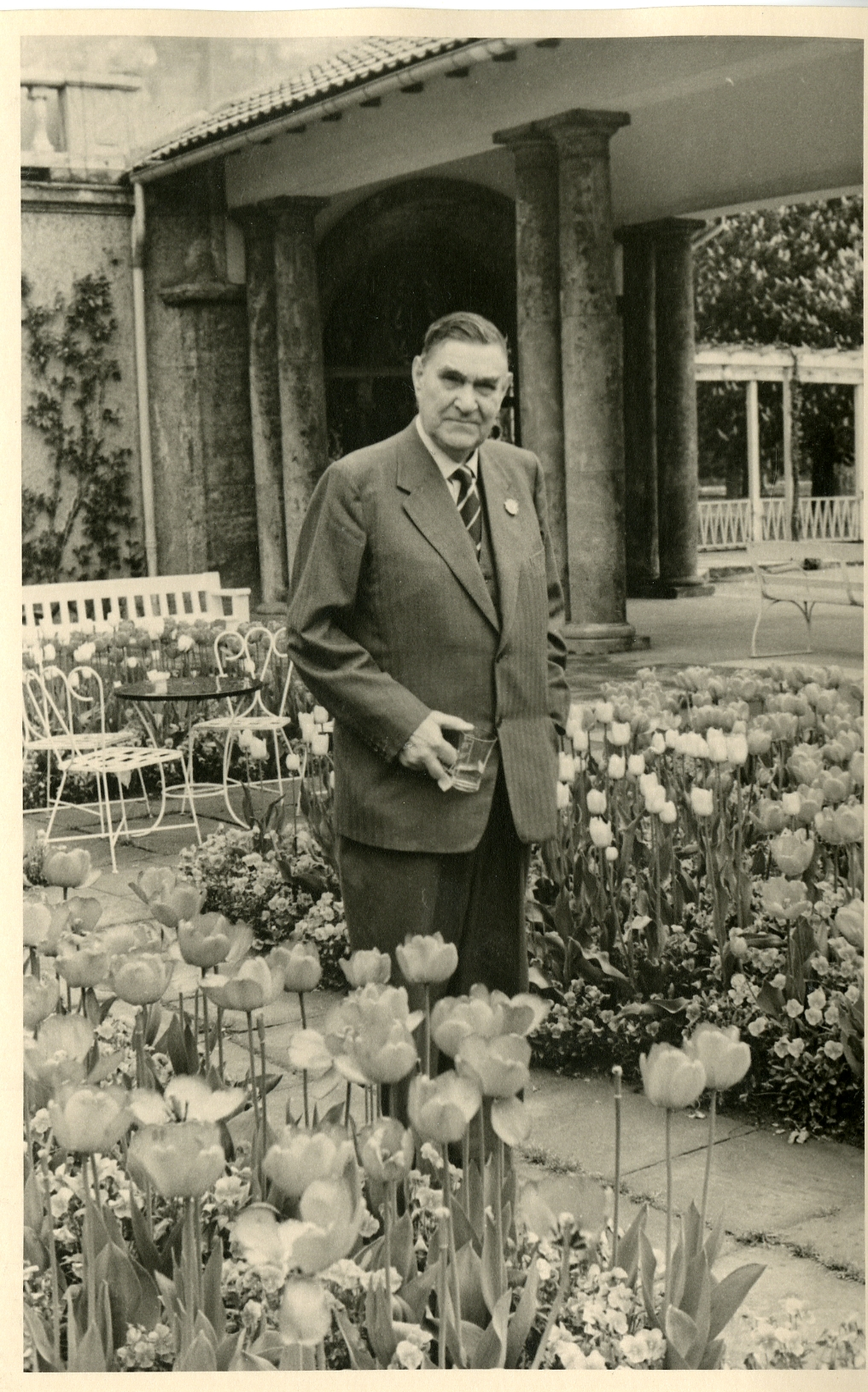
K. Albin Johansson 1958.

Karl Albin Johansson, känd som K. Albin Johansson, född 26 mars 1883, död 8 mars 1963, var en finländsk diplomingenjör, skeppsbyggare och isbrytarkonstruktör.

## Biografi
1926–1940 var han vd för Sandvikens Skeppsdocka och Mekaniska Verkstad. Han konstruerade flera nydanande isbrytare, bland annat Finlands första dieselelektriskt drivna statsisbrytare Sisu, samt hamnisbrytaren Turso som färdigställdes i mars 1944. Under 1944 hann Turso assistera 372 fartyg, och dess användbarhet gjorde att Turso blev en given del av Finlands krigsskadeersättning till Sovjetunionen. Sovjetunionens sjöfartsmyndigheter fann fartyget så användbart att man beställde ytterligare 20 av samma typ, vilka färdigställdes av Wärtsiläs Sandviksvarv mellan 1945 och 1952.
I juli 1940 blev K. Albin Johansson teknisk ledare för Oy Troili Ab och fortsatte som skeppsbyggnadskonsult bland annat för krigsskadeståndsindustrin. Han var den som planerade de flesta nya varven och projekterade långt över tjugo isbrytare och andra farkoster.
År 1952 tilldelades han KTH:s stora pris för hans insatser som "legendarisk skeppsbyggare och isbrytarkonstruktör".

### K. Albin Johanssons Stiftelse
År 1995 instiftades K. Albin Johanssons Stiftelse med syfte att befrämja forskning och vidareutbildning inom
- Medicinsk forskning, främst cancerforskning
- Tekniska vetenskaper, främst med anknytning till skeppsbyggnad

Stiftelsen har under perioden 2007–2017 årligen delat ut ett antal stipendier med en årlig summa på mellan 250 000 och 460 000 Euro.